# Нойендорф (Айфель)
Нойендорф (нем. Neuendorf) — община в Германии, в земле Рейнланд-Пфальц.
Входит в состав района Айфель-Битбург-Прюм. Подчиняется управлению Прюм. Население составляет 94 человека (на 31 декабря 2010 года). Занимает площадь 5,71 км².